# کویاتا
کویاتا (گرینلندی: Kujataa) یک چشم‌انداز کشاورزی در منطقه جنوبی گرینلند است. این مکان نخستین جا در شمالگان است که در آن کشاورزی رخ داده و کهن‌ترین مکان نشان‌دهنده گسترش زبان نورس باستان خارج از اروپا است. پهلوی‌هم‌گذاری کشاورزی و شکار جانوران دریایی که در منطقه از سده ۱۰ تا ۱۵ میلادی و سپس از سده ۱۸ میلادی تا امروز رخ داده است منجر به فهرست شدن منطقه در فهرست میراث جهانی یونسکو در سال ۲۰۱۷ شد.